# Crest-Voland
Crest-Voland település Franciaországban, Savoie megyében. Lakosainak száma 338 fő (2022. január 1.). Crest-Voland Cohennoz, Hauteluce, Notre-Dame-de-Bellecombe, Saint-Nicolas-la-Chapelle és Ugine községekkel határos.

## Népesség
A település népességének változása:
| Lakosok száma | 384  | 374  | 373  | 341  | 337  | 336  | 332  | 331  | 338  |
|               | 2013 | 2015 | 2016 | 2017 | 2018 | 2019 | 2020 | 2021 | 2022 |